# Torgaschak
Bei Torgaschak (Torgažak, Торгaжак) handelt es sich um die Reste einer Siedlung der bronzezeitlichen Karassuk-Kultur, die im südlichen Sibirien in der zweiten Hälfte des zweiten Jahrtausends v. Chr. florierte. Die Ausgrabungsstätte liegt im Tal von Askiz, im Südwesten von Chakassien. Die Karassuk-Kultur ist zum großen Teil nur von ihren Gräberfeldern bekannt. Es wurden bisher nur wenige Siedlungen ausgegraben. Torgaschak ist die bisher wichtigste Siedlungsstelle.
Die Ausgrabung umfassten nur einen Teil der Siedlung, wobei fünf Häuser freigelegt wurden. Es handelte sich um fast quadratische, zum Teil in den Boden eingelassene Strukturen. Die Erhaltungsbedingungen vor Ort waren vergleichsweise gut. Die Holzwände waren ins Innere der Hütten gestürzt. Auch Reste der flachen Dächer waren erhalten. Es gab Mittelpfosten, die das Dach stützten. An Fundgut kam vor allem Keramik zu Tage, die fast identisch zu der ist, die aus den Gräbern der Karassuk-Kultur bekannt ist. Daneben gab es zahlreiche Werkzeuge aus Stein, Geweih und Knochen. Bronzeobjekte sind auch vereinzelt bezeugt, wobei es sich um Werkzeuge und Schmuck handelt. In der Siedlung fanden sich auch 222 Flusssteine. Sie sind meist in ihrer Form belassen worden oder waren nur leicht bearbeitet und mit feinen geometrischen Ritzungen dekoriert. Neben den geometrischen Mustern finden sich auch Gesichter. Die Letzteren ähneln menschlichen Figuren, wie sie auch aus benachbarten Kulturen bekannt sind. Die Steine kamen vor allem in den Hütten, aber auch in Gruben außerhalb der Häuser zu Tage. Der Ausgräber Dmitry Glebovich Savinov vermutete deshalb, dass es sich bei den Hütten um Kultbauten handelte, doch fanden sich in den Häusern auch viele Gebrauchsgegenstände, was diese These zu widerlegen scheint. Wegen der leichten Bauweise der Hütten vermutete Savinov, dass die Siedlung nur jeweils im Sommer bewohnt war.
Die Keramik besteht meist aus rundbodigen, topfartigen Gefäßen, die im oberen Teil mit eingeritzten, geometrischen Mustern dekoriert sind.
In der Siedlung kamen auch Reibsteine und Bronzesicheln zu Tage. Der Ausgräber sah dies als Beleg für Ackerbau. Ein wirklicher Beweis dafür fehlt aber. Anhand von Knochenfunden ist jedoch die Viehhaltung mit Sicherheit belegt. Es wurden Knochen von Schafen oder Ziegen (die Kochen beider Tiere sind identisch), von Rindern und von Pferden gefunden. Daneben gibt es auch zahlreiche Knochen von Wildtieren, die wiederum die Bedeutung der Jagd unterstreichen.